# Iglesia del Santo Sepulcro (Estella)
La iglesia del Santo Sepulcro de Estella (Navarra, España) está situada en la antigua Rúa de los Peregrinos, actual calle de Curtidores, y es una de las parroquias antiguas de la ciudad. Consta que ya en 1123 era sede de la cofradía del Santo Sepulcro. Su fábrica muestra huellas de un largo proceso constructivo, iniciado en el románico y no concluido hasta el siglo XVI. En 1881 dejó de ser parroquia.
Del original (c. 1200) se conserva en alzado la nave del Evangelio con ábside semicircular. En el siglo XIV se edificaron las cabeceras de la capilla central y la del lado de la Epístola, poligonales las dos. Todavía se conservan parte de los muros de la capilla mayor, mientras que de la capilla meridional no quedan más que los cimientos.
Se accede al interior a través de una importante portada gótica de principios del siglo XIV. Consta de doce arquivoltas abocinadas que descansan en columnillas rematadas en capitel corrido decorado con motivos vegetales y zoomórficos. El tímpano de la portada se divide en tres niveles. En el inferior se representa "La Última Cena", en la superior "La crucifixión", mientras que el central presenta tres escenas: a la izquierda "Las tres Marías junto al sepulcro", en la central "El rescate de los inocentes" y a la derecha el "Noli me tangere".
La portada está coronada por grupos de seis hornacinas a cada lado, que dan cobijo a un apostolado y, ante la puerta, las figuras de Santiago (en hábito de peregrino jacobeo) y de san Martín de Tours (vestido de obispo y en actitud de bendecir).